# سیارک ۷۴۷۶
سیارک ۷۴۷۶ (به انگلیسی: 7476 Ogilsbie، نامگذاری:1993GE) هفت هزار و چهارصد و هفتاد و ششمین سیارک کشف شده‌است که در ۱۴ آوریل ۱۹۹۳ کشف شد.